# Rallye de France-Alsace 2012
Le Rallye d'Alsace 2012 est le 11e rallye du Championnat du monde des rallyes 2012.

## Résultats

### Classement final
| Rang | Pilote               | Copilote           | No | Voiture                    | Écurie                            | Temps             | Écart        | Points |
| ---- | -------------------- | ------------------ | -- | -------------------------- | --------------------------------- | ----------------- | ------------ | ------ |
| 1    | Sébastien Loeb       | Daniel Elena       | 1  | Citroën DS3 WRC            | Citroën Total WRT                 | 3 h 32 min 53 s 0 | -            | 25     |
| 2    | Jari-Matti Latvala   | Miikka Anttila     | 3  | Ford Fiesta RS WRC         | Ford World Rally Team             | 3 h 33 min 08 s 5 | 15 s 5       | 18     |
| 3    | Mikko Hirvonen       | Jarmo Lehtinen     | 2  | Citroën DS3 WRC            | Citroën Total WRT                 | 3 h 33 min 37 s 1 | 28 s 6       | 15     |
| 4    | Thierry Neuville     | Nicolas Gilsoul    | 8  | Citroën DS3 WRC            | Citroën Junior Team               | 3 h 34 min 00 s 3 | 1 min 07 s 3 | 12+2   |
| 5    | Mads Østberg         | Jonas Andersson    | 10 | Ford Fiesta RS WRC         | Adapta World Rally Team           | 3 h 34 min 09 s 4 | 1 min 16 s 4 | 10+1   |
| 6    | Ott Tänak            | Kuldar Sikk        | 5  | Ford Fiesta RS WRC         | M-Sport Stobart Ford WRT          | 3 h 35 min 20 s 9 | 2 min 27 s 9 | 8+3    |
| 7    | Evgeny Novikov       | Ilka Minor         | 6  | Ford Fiesta RS WRC         | M-Sport Stobart Ford WRT          | 3 h 38 min 44 s 6 | 5 min 51 s 6 | 6      |
| 8    | Chris Atkinson       | Glenn MacLean      | 12 | Mini John Cooper Works WRC | WRC Team Mini Portugal            | 3 h 39 min 35 s 4 | 6 min 42 s 4 | 4      |
| 9    | Martin Prokop        | Zdenel Hruza       | 21 | Ford Fiesta RS WRC         | Czech Ford National Team          | 3 h 41 min 39 s 8 | 8 min 46 s 8 | 2      |
| 10   | Sébastien Chardonnet | Thibaut de la Haye | 52 | Citroën DS3 WRC            | Collectif Équipe de France Rallye | 3 h 41 min 52 s 7 | 8 min 59 s 7 | 1      |

* : points attribués dans la spéciale télévisée

### Spéciales chronométrées
| Étape           | Spéciale | Heure | Nom                                   | Distance | Vainqueur                         | Temps         | Moyenne       | Pilote en tête   |
| --------------- | -------- | ----- | ------------------------------------- | -------- | --------------------------------- | ------------- | ------------- | ---------------- |
| 1re 4 oct 5 oct | ES1      | 16h30 | SSS Strasbourg                        | 3,63 km  | Thierry Neuville                  | 2 min 44 s 7  | 79,34 km/h    | Thierry Neuville |
| 1re 4 oct 5 oct | ES2      | 9h23  | Hohlandsbourg – Firstplan 1           | 28,67 km | Sébastien Loeb                    | 14 min 36 s 1 | 117,81 km/h   | Sébastien Loeb   |
| 1re 4 oct 5 oct | ES3      | 10h06 | Vallée de Munster 1                   | 22,16 km | Sébastien Loeb                    | 11 min 18 s 8 | 117,53 km/h   | Sébastien Loeb   |
| 1re 4 oct 5 oct | ES4      | 11h22 | Soultzeren – Pays Welche 1            | 19,93 km | Jari-Matti Latvala                | 9 min 49 s 2  | 121,77 km/h   | Sébastien Loeb   |
| 1re 4 oct 5 oct | ES5      | 13h56 | Hohlandsbourg – Firstplan 2           | 28,67 km | Sébastien Loeb                    | 14 min 28 s 9 | 118,78 km/h   | Sébastien Loeb   |
| 1re 4 oct 5 oct | ES6      | 14h39 | Vallée de Munster 2                   | 22,16 km | Jari-Matti Latvala                | 11 min 07 s 0 | 119,60 km/h   | Sébastien Loeb   |
| 1re 4 oct 5 oct | ES7      | 15h55 | Soultzeren – Pays Welche 2            | 19,93 km | Sébastien Loeb                    | 9 min 44 s 6  | 122,73 km/h   | Sébastien Loeb   |
| 1re 4 oct 5 oct | ES8      | 18h35 | SSS Mulhouse                          | 4,65 km  | Jari-Matti Latvala                | 3 min 37 s 7  | 76,89 km/h    | Sébastien Loeb   |
| 2e 6 oct        | ES9      | 8h38  | Massif des Grands Crus – Ungersberg 1 | 18,16 km | Sébastien Loeb                    | 10 min 58 s 0 | 99,36 km/h    | Sébastien Loeb   |
| 2e 6 oct        | ES10     | 9h36  | Pays d'Ormont 1                       | 43,45 km | Sébastien Loeb                    | 23 min 20 s 0 | 111,73 km/h   | Sébastien Loeb   |
| 2e 6 oct        | ES11     | 10h47 | Pays de la Haute Bruche 1             | 24,04 km | Jari-Matti Latvala                | 11 min 13 s 1 | 128,58 km/h   | Sébastien Loeb   |
| 2e 6 oct        | ES12     | 11h45 | Klevener 1                            | 10,75 km | Étape annulée                     | Étape annulée | Étape annulée | Sébastien Loeb   |
| 2e 6 oct        | ES13     | 14h38 | Massif des Grands Crus – Ungersberg 2 | 18,16 km | Mikko Hirvonen Jari-Matti Latvala | 10 min 53 s 8 | 99.99 km/h    | Sébastien Loeb   |
| 2e 6 oct        | ES14     | 15h36 | Pays d'Ormont 2                       | 43,45 km | Sébastien Loeb                    | 23 min 09 s 9 | 112.54 km/h   | Sébastien Loeb   |
| 2e 6 oct        | ES15     | 16h47 | Pays de la Haute Bruche 2             | 24,04 km | Sébastien Loeb                    | 11 min 10 s 8 | 129.02 km/h   | Sébastien Loeb   |
| 2e 6 oct        | ES16     | 17h45 | Klevener 2                            | 10,75 km | Jari-Matti Latvala                | 6 min 08 s 4  | 105.05 km/h   | Sébastien Loeb   |
| 3e 7 oct        | ES17     | 9h23  | Vignoble de Cleebourg 1               | 17,08 km | Thierry Neuville                  | 10 min 11 s 7 | 100.52 km/h   | Sébastien Loeb   |
| 3e 7 oct        | ES18     | 10h46 | Bischwiller – Gries 1                 | 7,95 km  | Thierry Neuville                  | 4 min 19 s 2  | 110.42 km/h   | Sébastien Loeb   |
| 3e 7 oct        | ES19     | 11h16 | Haguenau 1                            | 5,74 km  | Thierry Neuville                  | 4 min 16 s 2  | 80.66 km/h    | Sébastien Loeb   |
| 3e 7 oct        | ES20     | 12h44 | Vignoble de Cleebourg 2 (power stage) | 17,08 km | Ott Tänak                         | 10 min 24 s 0 | 98.54 km/h    | Sébastien Loeb   |
| 3e 7 oct        | ES21     | 14h07 | Bischwiller – Gries 2                 | 7,95 km  | Thierry Neuville                  | 4 min 16 s 8  | 111.45 km/h   | Sébastien Loeb   |
| 3e 7 oct        | ES22     | 14h37 | Haguenau 2                            | 5,74 km  | Thierry Neuville                  | 4 min 03 s 7  | 84.79 km/h    | Sébastien Loeb   |

## Classements au championnat après l'épreuve

### Classement des pilotes
Selon le système de points en vigueur, les 10 premiers équipages remportent des points, 25 points pour le premier, puis 18, 15, 12, 10, 8, 6, 4, 2 et 1.
| Rang | Pilote                   | Rallyes | Rallyes | Rallyes | Rallyes | Rallyes | Rallyes | Rallyes | Rallyes | Rallyes | Rallyes | Rallyes | Rallyes | Rallyes | Total points |
| Rang | Pilote                   | MON     | SUE     | MEX     | POR     | ARG     | GRE     | NZL     | FIN     | GER     | GBR     | FRA     | ITA     | ESP     | Total points |
| ---- | ------------------------ | ------- | ------- | ------- | ------- | ------- | ------- | ------- | ------- | ------- | ------- | ------- | ------- | ------- | ------------ |
| 1er  | Sébastien Loeb           | 283     | 113     | 272     | Ab.     | 25      | 283     | 261     | 261     | 283     | 202     | -       | -       | -       | 219          |
| 2e   | Mikko Hirvonen           | 142     | 18      | 18      | Dq.     | 202     | 191     | 18      | 213     | 172     | 133     | -       | -       | -       | 158          |
| 3e   | Petter Solberg           | 15      | 142     | 183     | 15      | 113     | Ab.     | 172     | 142     | -       | 15      | -       | -       | -       | 119          |
| 4e   | Mads Østberg             | -       | 15      | 131     | 25      | 15      | 12      | -       | 10      | 12      | 12      | -       | -       | -       | 114          |
| 5e   | Jari-Matti Latvala       | Ab.     | 261     | Ab.     | 2       | -       | 172     | 93      | 15      | 18      | 261     | -       | -       | -       | 113          |
| 6e   | Evgeny Novikov           | 111     | 10      | Ab.     | 18      | 4       | Ab.     | 12      | -       | -       | 8       | -       | -       | -       | 63           |
| 7e   | Martin Prokop            | 2       | 2       | -       | 10      | 12      | 10      | -       | 2       | -       | 2       | -       | -       | -       | 40           |
| 8e   | Thierry Neuville         | Ab.     | 0       | 0       | 4       | 10      | 8       | 10      | -       | -       | 6       | -       | -       | -       | 38           |
| 9e   | Dani Sordo               | 18      | Ab.     | -       | 3       | Ab.     | -       | 8       | -       | 2       | -       | -       | -       | -       | 31           |
| 10e  | Sébastien Ogier          | Ab.     | 0       | 4       | 6       | 6       | 6       | -       | 1       | 8       | -       | -       | -       | -       | 31           |
| 11e  | Nasser Al-Attiyah        | -       | 0       | 8       | 12      | 31      | Ab.     | -       | -       | 4       | 1       | -       | -       | -       | 28           |
| 12e  | Ott Tänak                | 4       | Ab.     | 10      | 1       | 1       | 2       | Ab.     | 8       | -       | -       | -       | -       | -       | 26           |
| 13e  | Armindo Araujo           | 1       | 0       | 6       | 0       | Ab.     | 0       | 4       | -       | -       | -       | -       | -       | -       | 11           |
| 14e  | Chris Atkinson           | -       | -       | -       | -       | -       | -       | -       | -       | 10      | -       | -       | -       | -       | 10           |
| 15e  | François Delecour        | 8       | -       | -       | -       | -       | -       | -       | -       | -       | -       | -       | -       | -       | 8            |
| 16e  | Dennis Kuipers (en)      | -       | -       | -       | 8       | -       | -       | -       | -       | -       | -       | -       | -       | -       | 8            |
| 17e  | Andreas Mikkelsen        | -       | -       | -       | -       | -       | -       | -       | -       | 71      | -       | -       | -       | -       | 7            |
| 18e  | Henning Solberg          | 0       | 6       | Ab.     | -       | -       | -       | -       | -       | -       | -       | -       | -       | -       | 6            |
| 19e  | Pierre Campana           | 6       | -       | -       | -       | -       | -       | -       | -       | -       | -       | -       | -       | -       | 6            |
| 20e  | Jari Ketomaa             | -       | Ab.     | -       | 2       | -       | -       | 0       | 4       | -       | -       | -       | -       | -       | 6            |
| 21e  | Matti Rantanen           | -       | -       | -       | -       | -       | -       | -       | 6       | -       | -       | -       | -       | -       | 6            |
| 22e  | Patrik Sandell           | -       | 4       | -       | Ab.     | -       | -       | -       | -       | -       | -       | -       | -       | -       | 4            |
| 23e  | Yazeed Al-Rajhi          | -       | -       | -       | -       | -       | 4       | 0       | -       | -       | -       | -       | -       | -       | 4            |
| 24e  | Ken Block                | -       | -       | 2       | -       | -       | -       | 2       | -       | -       | -       | -       | -       | -       | 4            |
| 25e  | Matthew Wilson           | -       | -       | -       | -       | -       | -       | -       | -       | -       | 4       | -       | -       | -       | 4            |
| 26e  | Eyvind Brynildsen        | -       | 1       | -       | -       | -       | -       | -       | -       | -       | -       | -       | -       | -       | 1            |
| 27e  | Ricardo Trivino          | -       | -       | 1       | 0       | Ab.     | 0       | 0       | -       | -       | -       | -       | -       | -       | 1            |
| 28e  | Peter van Merksteijn Jr. | -       | -       | -       | 1       | -       | -       | -       | -       | -       | -       | -       | -       | -       | 1            |
| 29e  | Abdulaziz Al-Kuwari      | -       | -       | -       | -       | -       | 1       | -       | -       | -       | -       | -       | -       | -       | 1            |
| 30e  | Manfred Stohl            | -       | -       | -       | -       | -       | -       | 1       | -       | -       | -       | -       | -       | -       | 1            |
| 31e  | Mathieu Arzeno           | -       | -       | -       | -       | -       | -       | -       | -       | 1       | -       | -       | -       | -       | 1            |

| Couleur | Résultat                                                         |
| ------- | ---------------------------------------------------------------- |
| Or      | Vainqueur                                                        |
| Argent  | 2e place                                                         |
| Bronze  | 3e place                                                         |
| Vert    | Classé, dans les points                                          |
| Bleu    | Classé, hors des points Non classé (Nc.)                         |
| Mauve   | Abandon (Ab.) Retrait (Re.)                                      |
| Noir    | Disqualifié (Dq.)                                                |
| Blanc   | N'a pas pris le départ (Np.) Forfait (Forf.) Épreuve annulée (A) |
| Aucune  | N'a pas participé (-)                                            |

3, 2, 1 : y compris les 3, 2 et 1 points attribués aux trois premiers de la spéciale télévisée (power stage).

### Classement des constructeurs
| Rang | Écurie                           | Rallyes | Rallyes | Rallyes | Rallyes | Rallyes | Rallyes | Rallyes | Rallyes | Rallyes | Rallyes | Rallyes | Rallyes | Rallyes | Total points |
| Rang | Écurie                           | MON     | SWE     | MEX     | POR     | ARG     | GRE     | NZL     | FIN     | GER     | GBR     | FRA     | ITA     | ESP     | Total points |
| ---- | -------------------------------- | ------- | ------- | ------- | ------- | ------- | ------- | ------- | ------- | ------- | ------- | ------- | ------- | ------- | ------------ |
| 1er  | Citroën Total World Rally Team   | 37      | 28      | 43      | 0       | 43      | 43      | 43      | 43      | 40      | 28      | -       | -       | -       | 348          |
| 2e   | Ford World Rally Team            | 15      | 40      | 15      | 26      | 10      | 15      | 23      | 27      | 26      | 40      | -       | -       | -       | 237          |
| 3e   | M-Sport Ford World Rally Team    | 16      | 12      | 10      | 31      | 12      | 10      | 12      | 12      | 0       | 8       | -       | -       | -       | 123          |
| 4e   | Qatar World Rally Team           | -       | 8       | 8       | 15      | 6       | 0       | 10      | 2       | 10      | 4       | -       | -       | -       | 63           |
| 5e   | Adapta World Rally Team          | -       | -       | 12      | -       | 15      | -       | -       | 10      | 12      | 12      | -       | -       | -       | 61           |
| 6e   | Citroën Junior World Rally Team  | -       | -       | 6       | 12      | 12      | 12      | -       | 6       | 6       | 6       | -       | -       | -       | 60           |
| 7e   | Mini WRC Team†                   | 26      | 0       | -       | -       | -       | -       | -       | -       | -       | -       | -       | -       | -       | 26           |
| 8e   | Brazil World Rally Team          | -       | -       | -       | 10      | 0       | 0       | 6       | -       | 4       | -       | -       | -       | -       | 20           |
| -    | Armindo Araújo World Rally Team‡ | 4       | -       | -       | -       | -       | -       | -       | -       | -       | -       | -       | -       | -       | 0            |
| -    | Palmeirinha Rally‡               | 2       | -       | -       | -       | -       | -       | -       | -       | -       | -       | -       | -       | -       | 0            |

Notes:
- † — Le Mini World Rallye Team a perdu son statut de constructeur en février quand BMW lui a retiré son support officiel. Le team conserve les points gagnés lors du Rallye Monte-Carlo 2012, bien que désormais non-inscrit en tant que constructeur officiel. Il est remplacé par le WRC Team Mini Portugal, qui devient le team officiel Mini supporté par l'usine[3].

.
- ‡ — Armindo Araújo World Rally Team and Palmeirinha Rally fusionnent pour former le WRC Team Mini Portugal. Les points marqués au championnat constructeurs lors du Rallye Monte-Carlo 2012 leur sont retirés[3].